# Wojsko kozackie
Wojsko kozackie (ros. казачье войско, kazaczje wojsko; ukr. козаче військо, kozacze wijśko) – kozacka jednostka administracyjno-wojskowa wyższego rzędu w Imperium Rosyjskim. Podstawową jednostką podziału wojska kozackiego była stanica kozacka.
W Imperium Rosyjskim, Kozacy stanowili 11 oddzielnych wojsk osiedlonych wzdłuż granic: Wojsko Dońskie, Kubańskie, Tereskie, Astrachańskie, Uralskie (Jaickie), Orenburskie, Syberyjskie, Siemiorzecza, Bajkalskie, Amurskie i Ussuryjskie. Były one nazywane od regionów stacjonowania.

## Inne wojska kozackie
- Wojsko zaporoskie